# ثناء الرستم
ثناء الرستم (27 أكتوبر 1979) هي لاعبة جودو سورية، من مواليد محافظة حمص في سوريا.

## مسار مهني
بدأت ثناء الرستم حياتها الرياضية في ممارسة لعبة الجودو في نادي المحافظة الرياضي في محافظة دمشق، حيث شاركت مع ناديها لتحلّ في المركز الأول في لعبة الجودو على مستوى محافظة دمشق، ومن ثم اشتركت في بطولة الجمهورية لتحرز المركز الأول في هذه البطولة لأعوام متتالية عن منتخب دمشق، ليتم ضمّها إلى المنتخب الوطني السوري في لعبة الجودو فئة الفتيات لتحرز المركز الثالث في الدورة الدولية التي أقيمت في تركيا 1994، وفي العام الذي يليه أحرزت المركز الثالث في بطولة العرب عن فئة السيدات في مصر عام 1995، بعد ذلك درست في كلية التربية الرياضية في جامعة تشرين في محافظة اللاذقية وتخرجت منها عام 2002.
إلى جانب احتراف ثناء لعبة الجودو، مارست رياضة السباحة الإحترافية التي حصلت من خلالها على شهادات معتمدة في التدريب والإنقاذ والتحكيم إلى أن أنشأت أكاديمتها الخاصة في سوريا بين عامي 2013 و 2021، ومن أبرز العضويات والشهادات الحاصلة عليها:
1. عضو الإتحاد الرياضي للثقافة البدنية - بيروت.
2. مدرّب معتمد من الإتحاد الإماراتي للسباحة.
3. شهادة الاتحاد الأمريكي للسباحة (ASCA).

إضافةً إلى عملها في المجال الرياضي فقد انضمت إلى فرقة عبد الله بيطار للفنون الشعبية التي شاركت في العديد من المهرجانات الشعبية والفعاليات العالمية.

## سجل البطولات

### على صعيد بطولة الجمهورية
1. بطولة الجمهورية (فئة الناشئات) المركز الأول لعام 1991 عن وزن 36 كيلو غرام.
2. بطولة الجمهورية (فئة الآنسات) المركز الأول لعام 1993 عن وزن 42 كيلو غرام.
3. بطولة الجمهورية (فئة الفتيات) المركز الأول لعام 1994 عن وزن 48 كيلو غرام.
4. بطولة الجمهورية (فئة السيّدات) المركز الأول لعام 1995 عن وزن 52 كيلو غرام.

### سجل المنافسة الدولية
| العام       | المسابقة              | المكان      | المركز      | ملاحظة                       |
| ممثلاً سوريا | ممثلاً سوريا           | ممثلاً سوريا | ممثلاً سوريا | ممثلاً سوريا                  |
| ----------- | --------------------- | ----------- | ----------- | ---------------------------- |
| 1994        | الدورة الدولية للجودو | تركيا       | 3rd         | فئة الفتيات وزن 48 كيلو غرام |
| 1995-1996   | بطولة العرب للجودو    | مصر         | 3rd         | فئة السيدات وزن 52 كيلو غرام |